# Ivo Medek
Ivo Medek (* 20. července 1956 Brno) je český hudební skladatel, hudební publicista a organizátor, vysokoškolský pedagog, v letech 2010 až 2018 rektor brněnské Janáčkovy akademie múzických umění (JAMU).

## Život
Je synem historičky umění Jiřiny Medkové. V roce 1980 vystudoval stavební fakultu Vysokého učení technického v Brně (titul Ing.) a na této škole působil až do roku 1997 jako odborný asistent. Mezitím vystudoval v roce 1989 kompozici na brněnské Janáčkově akademii múzických umění (titul MgA.) a v roce 1997 v doktorském studiu teorii kompozice. Od roku 1990 působí jako pedagog na JAMU.
Je autorem více než 50 hudebních skladeb, jenž je možno zařadit do oboru orchestrálních, komorních a elektroakustických hudebních skladeb. Je znám také jako autor multimediálních projektů, jenž vyvíjí svoji vlastní unikátní a originální kompoziční metodu. Vedle vlastní opery Vrač (2002) na námět A. P. Čechova se podílel na „týmové komorní opeře“ Věc Cage aneb Anály avantgardy dokořán s Milošem Štědroněm a Aloisem Piňosem (1995) a na operách MrTVÁ?, Alice in bed a Věčná slečna Bledá s Markétou Dvořákovou. Spoluzaložil hudební soubor Ars Inkognito, jenž je zaměřen na soudobou hudbu, a soubor Marijan.
V letech 2002–2008 působil ve funkci děkana Hudební fakulty JAMU, v letech 2010 až 2018 byl pak rektorem JAMU. Dnes[kdy?] je prorektorem JAMU pro strategii a rozvoj. Je konzulem divadelní sekce Sdružení Q.